# Ministri della difesa dell'Unione Sovietica
I ministri della difesa dell'Unione Sovietica hanno guidato il relativo dicastero dal 1953 al 1991. Oltre ad essi, il presente elenco raccoglie i detentori di analoga funzione ma con differente denominazione a partire dall'instaurazione del potere sovietico sulla Russia (1917).

Stendardo del Ministro della Difesa dell'URSS (1964-1991)

## Commissari del popolo per gli affari militari e navali della RSFS Russa (1917-1923)
| # | Nome                                                     | Immagine | Nascita - Morte | Inizio           | Termine          |
| - | -------------------------------------------------------- | -------- | --------------- | ---------------- | ---------------- |
| 1 | Vladimir Antonov-Ovseenko Pavel Dybenko Nikolaj Krylenko |          |                 | 8 novembre 1917  | 15 novembre 1917 |
| 2 | Nikolaj Podvojskij                                       |          | 1880–1948       | 15 novembre 1917 | 13 marzo 1918    |
| 3 | Lev Trockij                                              |          | 1879–1940       | 13 marzo 1918    | 6 luglio 1923    |

## Commissari del popolo per gli affari militari e navali dell'Unione Sovietica (1923-1934)
| # | Nome              | Immagine | Nascita - Morte | Inizio          | Termine         | Note                     |
| - | ----------------- | -------- | --------------- | --------------- | --------------- | ------------------------ |
| 1 | Lev Trockij       |          | 1879–1940       | 6 luglio 1923   | 15 gennaio 1925 |                          |
| 2 | Michail Frunze    |          | 1885–1925       | 15 gennaio 1925 | 31 ottobre 1925 | Morto durante l'incarico |
| 3 | Kliment Vorošilov |          | 1881–1969       | 6 novembre 1925 | 20 giugno 1934  |                          |

## Commissari del popolo per la difesa  (1934-1946)
| # | Nome              | Immagine | Nascita - Morte | Grado                               | Inizio         | Termine          | Note                                                    |
| - | ----------------- | -------- | --------------- | ----------------------------------- | -------------- | ---------------- | ------------------------------------------------------- |
| 1 | Kliment Vorošilov |          | 1881–1969       | Maresciallo dell'Unione Sovietica   | 20 giugno 1934 | 7 maggio 1940    |                                                         |
| 2 | Semën Timošenko   |          | 1895–1970       | Maresciallo dell'Unione Sovietica   | 7 maggio 1940  | 19 luglio 1941   | Incarico nel primo mese della Grande Guerra Patriottica |
| 3 | Iosif Stalin      |          | 1878–1953       | Generalissimo dell'Unione Sovietica | 19 luglio 1941 | 25 febbraio 1946 | Incarico nella Grande Guerra Patriottica                |

## Commissario del popolo per le forze armate (1946)
| # | Nome         | Immagine | Nascita- Morte | Grado                               | Inizio           | Termine       |
| - | ------------ | -------- | -------------- | ----------------------------------- | ---------------- | ------------- |
| 1 | Iosif Stalin |          | 1878–1953      | Generalissimo dell'Unione Sovietica | 25 febbraio 1946 | 15 marzo 1946 |

## Ministri delle forze armate (1946-1950)
| # | Nome                  | Immagine | Nascita–morte | Grado                               | Inizio        | Fine             |
| - | --------------------- | -------- | ------------- | ----------------------------------- | ------------- | ---------------- |
| 1 | Iosif Stalin          |          | 1878–1953     | Generalissimo dell'Unione Sovietica | 15 marzo 1946 | 3 marzo 1947     |
| 2 | Nikolaj Bulganin      |          | 1895–1975     | Maresciallo dell'Unione Sovietica   | 3 marzo 1947  | 24 marzo 1949    |
| 3 | Aleksandr Vasilevskij |          | 1895–1977     | Maresciallo dell'Unione Sovietica   | 24 marzo 1949 | 25 febbraio 1950 |

## Ministro della guerra (1950-1953)
| # | Nome                  | Immagine | Nascita–morte | Grado                             | Inizio           | Fine          |
| - | --------------------- | -------- | ------------- | --------------------------------- | ---------------- | ------------- |
| 1 | Aleksandr Vasilevskij |          | 1895–1977     | Maresciallo dell'Unione Sovietica | 25 febbraio 1950 | 15 marzo 1953 |

## Ministri della difesa (1953-1991)
| # | Nome                        | Immagine | Nascita–morte | Grado                             | Inizio           | Fine             | Note |
| - | --------------------------- | -------- | ------------- | --------------------------------- | ---------------- | ---------------- | --- |
| 1 | Nikolaj Bulganin            |          | 1895–1975     | Maresciallo dell'Unione Sovietica | 15 marzo 1953    | 9 febbraio 1955  | |
| 2 | Georgij Žukov               |          | 1896–1974     | Maresciallo dell'Unione Sovietica | 9 febbraio 1955  | 26 ottobre 1957  | Destituito da a seguito dell'affare del "Gruppo anti-Partito"                                                                                 |
| 3 | Rodion Malinovskij          |          | 1898–1967     | Maresciallo dell'Unione Sovietica | 26 ottobre 1957  | 31 marzo 1967    | Morto durante l'incarico |
| 4 | Andrej Grečko               |          | 1903–1976     | Maresciallo dell'Unione Sovietica | 12 aprile 1967   | 26 aprile 1976   | Morto durante l'incarico |
| 5 | Dmitrij Ustinov             |          | 1908–1984     | Maresciallo dell'Unione Sovietica | 30 luglio 1976   | 20 dicembre 1984 | Morto durante l'incarico |
| 6 | Sergej Sokolov              |          | 1911–2012     | Maresciallo dell'Unione Sovietica | 22 dicembre 1984 | 30 maggio 1987   | Destituito a seguito del caso di Mathias Rust                                                                                                 |
| 7 | Dmitrij Jazov               |          | 1924–2020     | Maresciallo dell'Unione Sovietica | 30 maggio 1987   | 23 agosto 1991   | Destituito per aver fatto parte del Comitato statale per lo stato di emergenza durante il tentato colpo di Stato in Unione Sovietica del 1991 |
| 8 | Evgenij Ivanovič Šapošnikov |          | 1942–2020     | Maresciallo delle forze aeree     | 23 agosto 1991   | 26 dicembre 1991 | |